# Малый, Ярослав Витальевич
Моше Пинхас Малый (при рождении Ярослав Витальевич Малый; род. 11 февраля 1973, Кривой Рог) — украинский певец, автор песен, композитор режиссёр, лидер групп ТОКИО, МАЧЕТЕ, HAVAKUK. Автор саундтреков к фильмам «9 рота», «Обитаемый остров», «Жара» и «Сомнамбула», музыки к игре Need for Speed: Shift, гимна болельщиков Зимних олимпийских игр 2014 в Сочи. Является организатором фестиваля Red Rocks Festival.

## Биография
Родился 11 февраля 1973 года в городе Кривой Рог в еврейской семье. Уже в раннем детстве у Ярослава проявились способности к музыке. По собственному признанию, на формирование его музыкального вкуса повлияли Клаус Шульце, Led Zeppelin, U2 и Pink Floyd. Всё началось с обучения в музыкальной школе, где Ярослав провёл немного дольше времени, чем остальные дети — для того, чтобы не потерять навыки, родители оставляли мальчика на несколько лет в одном и том же классе до поступления в Криворожское музыкальное училище. В 1991 году, после трёх лет обучения на дирижёра народного оркестра, Ярослава отчисляют, после чего юноша переезжает в Москву.
Первые несколько дней в Москве провёл на вокзале, после чего перебрался в общежитие института культуры. До того, как первая песня группы ТОКИО прозвучала во всеуслышание прошло немногим больше десяти лет. Всё это время Малый занимался написанием музыки, играл в группе «Опасные связи», параллельно работая в клубной индустрии и малом бизнесе.

## Творческая деятельность

### ТОКИО
В 2002 году Ярослав Малый создаёт группу ТОКИО. Название команды символизирует движение энергии — токи. За 13 лет концертной деятельности группа успела выпустить 4 альбома, среди которых Tokio (2004), Puls 200 (2006), «Выбираю любовь» (2009), Magic (2013). Коллектив становится обладателем звания «Открытие года» на фестивале Максидром-2003, а также «Лучший рок-проект» на MTV Russia Music Awards в 2006 году. Пребывая в составе группы ТОКИО Ярослав Малый написал саундтрек к легендарной компьютерной игре Need for Speed: Shift, саундтреки к известным блокбастерам «9 рота», «Обитаемый остров», «Жара», позже, уже в составе МАЧЕТЕ — к кинофильму «Сомнамбула»; стал автором гимна болельщиков Зимних олимпийских игр 2014 в Сочи. Весной 2019 года стартует проект Karmalogic c ТОКИО как часть культурно-образовательного проекта Karmalogic Алексея Ситникова, доктора психологических и экономических наук.

### МАЧЕТЕ
Проект «Мачете» был создан в 2011 году Ярославом Малым, лидером группы «ТОКИО». «Мачете» создавалась, как интернет-проект, с которым Ярослав планировал уйти от крупных, концертных и телевизионных форматов. Но первые же композиции «Нежность», «Не расставайтесь», «Папа», мгновенно ставшие хитами, сделали группу популярной и востребованной далеко за пределами сети. «Мачете» — единственная группа в истории «Рождественских встреч Аллы Пугачёвой», которая выступила и на открытии и на закрытии концерта в 2012 году.
В конце 2018 года после нескольких лет творческого отпуска группа «Мачете» возобновила концертную деятельность с новым актуальным материалом и представила обновленный состав музыкантов.

## Семья
В 2012 году Ярослав Малый встретил свою нынешнюю супругу Рахэль Ору (до принятия иудаизма — Ольга). По словам певца, знакомство произошло в самолете. В данный момент она занимается менеджментом групп «ТОКИО» и «МАЧЕТЕ». В 2018 году вышел клип группы «Мачете» на песню «Крепче меня держи», в котором снялись Ярослав, его жена Рахэль Ора и трое её детей — Шломо, Хавакук и Лиора, которых Ярослав принял как родных.
До отношений с Рахэль был женат на певице и актрисе Наталье Симаковой (появляется в клипе «Мы будем вместе», «Если да» и других). По сообщению СМИ, после развода Наталья подала в суд на Ярослава с требованием выплаты алиментов их общей дочери Мишель. Сам музыкант это отрицает. Экс-жена при этом уточняет, что деньги пришлось возвращать после давления общих знакомых пары, иначе бы они с дочерью лишились дома.
От разных отношений у Ярослава есть также дети: Виталий, Яна, Ева, Лука, Герц. Яна стала автором обложки альбома «Выбираю любовь» (2009).
Ярослав Малый в 2013 году приобщился к соблюдению заповедей иудаизма и принял еврейское имя Моше Пинхас. Ярослав отрастил густую бороду и создал интернациональный проект HAVAKUK.

## Российско-украинская война и творчество
В начале декабря 2013 года певец поддержал украинцев, которые митингуют в центре Киева и даже обратился к властям Украины, попросив не допустить кровопролития: 
«На площадь выходят мирные люди и у них есть своё мнение»

В феврале 2015 года стало известно, что Ярослав Малый вместе с семьёй покинул Россию и перебрался в Киев. Эту информацию подтвердили солист группы «Бумбокс» и другие украинские музыканты, а позже — и музыкальный директор лейбла. В 2015-м году в интервью порталу tsn.ua Малый заявил: 
«Невозможно там (в России) находиться из-за такого огромного количества лжи. Мы приняли решение, что и для нас, и для наших детей правильно будет находиться здесь сейчас, для того, чтобы поддержать свою страну, поскольку я гражданин Украины. И для того, чтобы они росли в демократическом обществе»
В 2015 году, по сообщению популярного украинского новостного портала, в период российско-украинской войны Ярослав Малый вместе с «Токио» записали новый альбом, который был создан в Укрaине. Новую пластинку под названием «Война и мир» музыкант полностью посвятил событиям, которые развернулись между Украиной и РФ.
Несмотря на то, что Ярослав Малый неоднократно высказывался против российской пропаганды и даже вернулся в Укрaину, в 2019 году группа всё же решила возобновить свою деятельность в РФ.
После российского вторжения в Укрaину музыкант продолжил свою концертную деятельность в России

## Группы
- ТОКИО (2002—2014)
- МАЧЕТЕ (2011—по настоящее время)
- HAVAKUK (2013—по настоящее время)

## Дискография

#### Группа «TOKiO»
Альбомы:
2004 — TOKiO
2006 — Puls 200
2009 — Выбираю любовь
2013 — Magic
Синглы:
2013 — Я тебя люблю (DJ Smash remix)
Клипы:
2004 — Москва
2005 — Звезда
2005 — Сердце
2006 — Если да
2006 — Кто я без тебя
2006 — Ты хочешь
2006 — Когда ты плачешь
2007 — Мы будем вместе
2007 — Глубина
2008 — Верю я
2008 — Догоним! Доженемо!
2009 — Ледокол надежда
2011 — Для нас с тобой
2013 — Я тебя люблю
2013 — Не могу насмотреться
2013 — Сломанные цветы
2014 — Гимн Болельщиков
2014 — Ora

#### Группа «МАЧЕТЕ»
Альбомы:
2013 — Мачете
2019 — I’MPULS
2021 — News Time
2023 — AMBASSADOR
Синглы:
2017 — Емет
2018 — Крепче меня держи
2018 — Спитай мене
2019 — Лови момент
Клипы:
2011 — Нежность
2011 — Не расставайтесь
2012 — Пацаны
2013 — Папа
2013 — Между висками
2014 — Новый герой
2018 — Крепче меня держи
2019 — Ныряй без остатка